# George Woodcock
George Woodcock (Winnipeg, 8 mai 1912 – Vancouver, 28 janvier 1995) est un écrivain, éditeur, humaniste et historien canadien de l'anarchisme,,.

## Biographie
Jeune, il étudie en Angleterre, à la Sir William Borlase School et au Morley College. De famille modeste, il gagne une bourse pour aller à Oxford, mais abandonne cette opportunité pour suivre une formation religieuse.
Il travaille ensuite à la Great Western Railway, c'est au contact des ouvriers des chemins de fer qu'il commence à s'intéresser à l'anarchisme.

### La rencontre avec les exilés tibétains
Au début des années 1960, George Woodcock et son épouse, Ingeborg, voyagèrent en Inde pour aider les exilés tibétains et y rencontrèrent le 14e dalaï-lama en 1961. Pour Victor Chan, ils firent un travail de pionnier. Quand ils purent trouver des réfugiés tibétains dans les rues de Delhi, les premières tentatives d'Ingeborg d'entrer en communications s'avérèrent frustrantes. Cependant, après la participation de George Woodcock à une émission à All India Radio, il y rencontrèrent Lobsang Phuntsok Lhalungpa, un ancien membre du secrétariat du dalaï-lama au Potala, qui avait vécu les treize dernières années à Darjeeling et Kalimpong en Inde où il s'était associé à des universitaires occidentaux et avait publié plusieurs livres. Il les mit en relation avec Ngawang Lungtok qui enseigna le tibétain à Ingeborg. Ngawang Lungtok avait reçu sa formation d'une école monastique à Lhassa, connaissait la calligraphie, les classiques et la religion, et fut assistant du dalaï-lama lors de sa fuite en Inde en 1959 le long de son voyage secret à travers les montagnes. Il attendait anxieusement des nouvelles de sa femme et de ses enfants, emprisonnés par les Communistes, ce qui éveilla leur sympathie. Il leur fit rencontrer un responsable du ministère des affaires étrangères et de l'éducation et représentant du dalaï-lama à Delhi, Kundeling Woeser Gyaltsen. Il les exhorta à visiter l'école des enfants réfugiés tibétains à Mussoorie dans l'Uttar Pradesh, et leur suggéra de visiter Dharamsala, un village au-dessus de la vallée de Kangra où vivait le dalaï-lama, mais George Woodcock pensant la rencontre improbable ne souhaitait pas s'y rendre. Ingeborg Woodcock persuada son mari de tenter la chance. À Mussoorie, ils se rendirent à l'école où ils rencontrèrent une missionnaire américaine, Khando Yapshi, ainsi que le directeur de l'école fondée en 1960 et son épouse, Jigmé Taring et Rinchen Dolma Taring, avec qui ils discutèrent des 400 enfants réfugiés tibétains dont ils s'occupaient avec peu de moyens. Khando Yapshi acheva de persuader George Woodcock de rendre visite à son oncle, le dalaï-lama, à Dharamsala. Ils se rendirent dans la ville dans la voiture du dalaï-lama, et furent logés dans la nurserie tenue par Tsering Dolma. Thondop Kyibuk et Phala Thubten Wonden furent respectivement leur interprète et leur accompagnateur lorsqu'ils allèrent rencontrer le dalaï-lama. L'entretien prévu pour 15 minutes dura 2 heures où il fut question du bouddhisme et de l'avenir du Tibet, des plaies des réfugiés et de leurs propres projets qui s'étoffaient depuis la visite de Mussoorie, de créer une organisation pour aider les Tibétains à leur retour au Canada.
À la suite de leur voyage, ils fondèrent la Tibetan Refugee Aid Society à Vancouver en 1962. George Woodcock aide à rendre possible la première visite du dalaï-lama à Vancouver, en 1980. Ils aidèrent Lobsang Phuntshok Lhalungpa et sa famille à émigrer au Canada.

## Œuvre
Auteur
- 1962 :  Anarchism: A History of Libertarian Ideas and Movements, texte intégral.
- 1966 : The Crystal Spirit: A Study of George Orwell (fr) Orwell, à sa guise, Lux Éditeur, 2020
- 1964 : Faces of India: A Travel Narrative
- 1971 : Into Tibet: The Early British Explorers
- 1987 : Pierre-Joseph Proudhon : A Biography
- 1989 : William Godwin : A Biographical Study
- 1992 : Anarchism and Anarchists : Essays

Éditeur
- 1959-1977 : Canadian Literature (journal) (en)

### En français
- Avec Ivan Avakumović, Pierre Kropotkine, le prince anarchiste, Calmann-Lévy, 1953[10], Écosociété, 2005,  (ISBN 978-2921561341).
- L’ANARCHISME Une histoire des idées et mouvements libertaires, traduit de l'anglais par Nicolas Calvé, 2019 [11] (ISBN 9782895962908).

### En italien
- (it) Anarchismo, Enciclopedia del Novecento, Istituto dell'Enciclopedia Italiana, 1975, lire en ligne.

## Prix et récompenses
Woodcock a été nommé pour plusieurs prix et récompenses dont une bourse de la Société royale du Canada en 1968, deux médailles de l'UBC pour « Biographie populaire » en 1973 et 1976 et un prix Molson en 1973. Il refuse plusieurs récompenses offertes par l'État dont l'ordre du Canada et accepte les honneurs qu'il considère comme venant de ses pairs.
Le 7 mai 1994, la Ville de Vancouver proclame la journée George Woodcock.
En 1995, un documentaire de 30 minutes, George Woodcock: Anarchist of Cherry Street est réalisé par Tom Shandel et Alan Twigg. En 1998, George Fetherling (en) rédigera sa biographie dans The Gentle Anarchist: A Life of George Woodcock.
En 2009, Alan Twigg publia Tibetans in Exile: The Dalai Lama and the Woodcocks, un ouvrage sur la Tibetan Refugee Aid Society fondée par George Woodcock, ses voyages et ses conversations en Asie avec le dalaï-lama.